# بين توماس
بين توماس (بالإنجليزية: Ben Thomas) هو لاعب كرة قدم أمريكية أمريكي، ولد في 2 يوليو 1961 في أشبورن في الولايات المتحدة.

## وصلات خارجية
- بين توماس على موقع مرجع كرة القدم المحترفة.كوم (الإنجليزية)